# Aeroportul Katima Mulilo
Aeroportul Katima Mulilo (IATA: MPA, ICAO: FYKM) este un aeroport din Regiunea Caprivi, Namibia ce deservește zona Katima Mulilo. Aeroportul a fost tranzitat în 2021 de 4.710 pasageri. A fost numit după zona deservită.
Situat la o altitudine de 958 m, aeroportul dispune de o singură pistă.